# Gleby brunatne

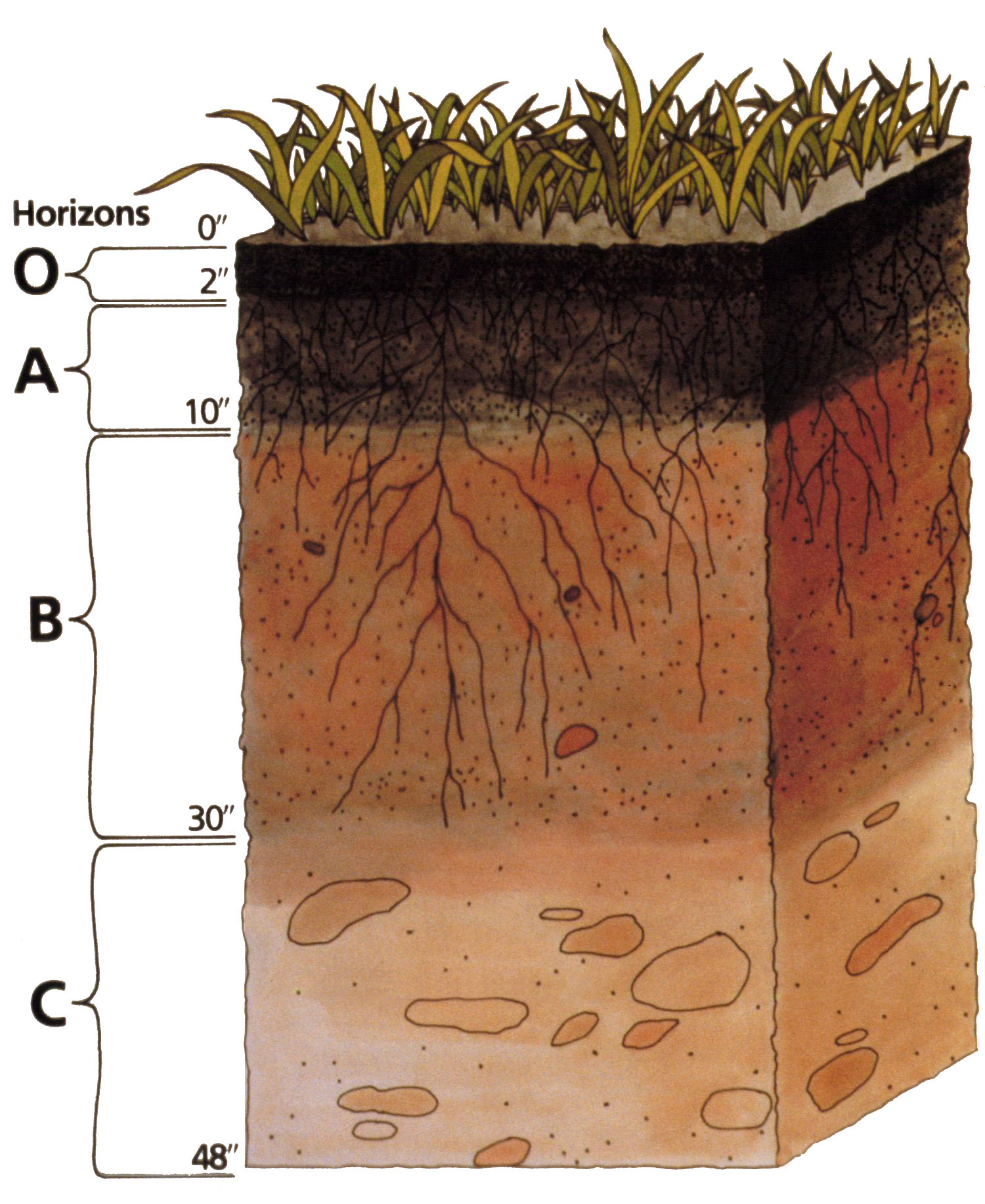
Schematyczny profil gleby brunatnej

Gleby brunatne — ogólna nazwa, na ogół żyznych, gleb o trójdzielnej budowie profilu: pod poziomem próchnicznym leży wietrzeniowy poziom brunatnienia, pod którym leży skała macierzysta. Są one charakterystyczne dla klimatu umiarkowanie ciepłego, wilgotnego.
Wraz z rozwojem wiedzy gleboznawczej pojęcie to ewoluowało i w różnych okresach określano nim podobne, lecz nieco różne gleby.

## Charakterystyka

### Ujęcie historyczne z polskiej perspektywy
Na samym początku gleby brunatne (ang. Brown soils/Brown earth, fr. Sols bruns, niem. Braunerden, ros. Бурозёмные почвы) utożsamiano jedynie z występującymi pod lasami liściastymi i mieszanymi, odpornymi na zakwaszenie (obojętnymi lub zasadowymi) glebami o sekwencji poziomów glebowych: A1-(B)-C, tj. poziom próchniczny-poziom brunatnienia-skała macierzysta. Gleby kwaśne, nawet mimo braku poziomu wymywania, były klasyfikowane jako gleby bielicowe.
Gleby brunatne, podążając za trendami z Europy zachodniej, już rozszerzone również o gleby kwaśne, zostały na stałe wprowadzone do polskiego gleboznawstwa wraz z opublikowaniem systematyki gleb Polski w 1956 r. Nazywano wtedy tak wszystkie gleby o budowie profilu glebowego: A1-(B)-C, bez względu na ich genezę. Utworem macierzystym mogły być wszystkie skały sypkie, od piasków po iły, poza utworami aluwialnymi (→mady) i zwietrzelinami skał węglanowych (→rędziny). Skały macierzyste mogły być zasobne w węglan wapnia, pozbawione go w procesie pedogenezy, albo mogły go nie zawierać od początku.
Wyznacznikiem gleb brunatnych był poziom brunatnienia barwy brunatnej lub rdzawej, często strukturalny, położony poniżej powierzchniowego poziomu próchnicznego, a także brak morfologicznie widocznego poziomu wymywania (eluwialnego, co prowadziło by do klasyfikacji takich gleb jako bielicowe). Barwa brunatna na ogół wynikała z nagromadzenia się związków żelaza. Geneza poziomu mogła być różna, zarówno wietrzenie i przemiany materiału in situ, jak i takie zniszczenie lub wymieszanie wierzchnich poziomów przez erozję lub zabiegi agrotechniczne, że nie dało się już morfologicznie zaobserwować poziomu wymywania, a poziom wmywania (iluwialny) znajdował się bezpośrednio pod poziomem próchnicznym (orno-próchnicznym). Takie poziomy wtedy również nazywano poziomami brunatnienia i gleby takie klasyfikowano jako gleby brunatne. Możliwe było również brunatne/brązowe zabarwienie całego materiału pod dobrze wykształconym poziomem próchnicznym, bez możliwości wydzielenia poziomu brunatnienia, co nadal klasyfikowało daną glebę do typu brunatnego.
Gleby brunatne mogły posiadać odczyn od zasadowego po silnie kwaśny, co było podstawą do wydzielenia podtypów. W zależności od odczynu i uziarnienia przedstawiały one bardzo różną przydatność rolniczą — mogły być bonitowane od klasy I do VI. Porastały je również bardzo różne typy lasów, od lasów liściastych po bory iglaste.
Wraz z rozwojem wiedzy gleboznawczej na świecie na początku lat 70. XX w. w Polsce doprecyzowano genezę gleb brunatnych i za takie uważano już jedynie te, które powstały przy udziale procesu brunatnienia, tj. wietrzenia biochemicznego in situ tworzącego m.in. związki kompleksowe żelazisto-próchniczne lub żelazisto-próchniczno-ilaste różnej trwałości. Były to gleby biologicznie czynne o typie próchnicy mull lub mull-moder, szerokim zakresie pH, powstałe z różnych utworów (od piasków gliniastych po iły). Nie zaliczano już do gleb brunatnych najuboższych gleb piaszczystych (które wydzielono jako gleby rdzawe).

### Ujęcie współczesne
Skałami macierzystymi gleb brunatnych mogą być bardzo różne utwory, lecz często zawierają one w swoim składzie węglan wapnia.
Profil gleby brunatnej najczęściej składa się z trzech lub czterech części (nie biorąc pod uwagę poziomów mieszanych, przejściowych lub podpoziomów, które czasem również występują): w naturalnych glebach na powierzchni występuje płytki (1–2 cm) poziom organiczny (O), pod nim (lub na powierzchni, w przypadku braku O) znajduje się zazwyczaj kilkunastocentymetrowy, ciemny poziom próchniczny (A), poniżej występuje brunatny poziom wzbogacenia (B), zaś najniżej w profilu znajduje się nie przekształcona przez procesy glebotwórcze skała macierzysta (C).
Poziom próchniczny (lub orno-próchniczny w przypadku gleb użytków rolnych) zazwyczaj nie przekracza 30 cm miąższości, ma ciemną barwę i zawiera 2-4% próchnicy (typu mull lub moder-mull). Poziom wzbogacenia (brunatnienia) — cambic, powstaje za przyczyną procesu brunatnienia. Jego brunatna barwa pochodzi od związków żelaza oraz próchnicy, które w postaci cienkich otoczek powlekają ziarna glebowe. Minerały pierwotne ulegają przemianom we wtórne minerały ilaste (illit, montmorylonit) i uwalniają jony metali, nie dochodzi jednak do przemieszczenia produktów wietrzenia w dół profilu (brak zatem wyraźnie widocznych poziomów wymywania i wmywania). Powodem tego jest intensywny obieg biologiczny pierwiastków zasadowych charakterystyczny dla lasów liściastych i przewaga kwasów huminowych nad fulwowymi co sprzyja unieruchomieniu wodorotlenków glinu i żelaza i innych produktów wietrzenia.
Gleby brunatne mają wysoką pojemność sorpcyjną (zawartość próchnicy i minerałów ilastych) i na ogół kompleks sorpcyjny w znacznym stopniu wysycony kationami o charakterze zasadowym (głównie wapnia i magnezu). Odczyn na ogół jest obojętny lub słabo kwaśny, lecz bywają również gleby kwaśne. Wspomniane cechy oraz intensywny obieg biologiczny powodują, że są to gleby żyzne, przez co gleby te są na ogół wykorzystywane rolniczo. Roślinnością naturalną dla gleb brunatnych są lasy liściaste i mieszane.

## Systematyka

### Na świecie
Systematyka gleb jest sztucznym tworem stworzonym przez człowieka by uporządkować realnie istniejące przyrodnicze byty (gleby). Z tego powodu pojęcie gleb brunatnych, które przyjęło się do nazywania podobnych gleb o podobnej genezie, stosuje się w różnych klasyfikacjach narodowych na całym świecie. W szczegółach jednak różnią się one od siebie.
W brytyjskiej klasyfikacji gleb (Soil Classification System for England and Wales, 1980, 1984) "brown soils" obejmuje różne gleby o brązowym lub rdzawym poziomie podpowierzchniowym: węglanowe i niewęglanowe, piaszczyste i o drobniejszym uziarnieniu, powstałe jedynie przez proces brunatnienia i z wyraźnym przemieszczeniem iłu w głąb profilu, także gleby aluwialne. W obrębie "bown soils" wyróżnia się: "brown calcareous earths", "brown calcareous sands", "brown calcareous alluvial soils", "brown earths", "brown sands", "brown alluvial soils", "argillic brown earths" i "paleo-argillic brown earths".  Znaczenie najbardziej odpowiadające polskiemu znaczeniu gleb brunatnych, mają "brown earths" obejmujące nie aluwialne, nie węglanowe w obrębie poziomów wzbogacenia, gleby o drobnym uziarnieniu bez widocznego przemieszczenia iłu w obrębie profilu. 
W klasyfikacji gleb obowiązującej w Niemczech (Bodensystematik), inaczej niż w angielskiej, w obrębie klasy "Braunerden" jest tylko jeden typ "Braunerde" obejmujący, piaszczyste oraz powstałe z drobniejszego materiału, gleby z brązowym lub rdzawym poziomem wietrzeniowym. W stosunku do angielskich "brown soils" nie obejmują one gleb w których zachodzi proces płowienia, które w Niemczech zostały wydzielone jako osobny typ "Parabraunerde" (historycznie jednak powiązany z "Braunerden"). 
Wprawdzie amerykańska Soil Taxonomy zerwała z tradycją geograficzno-genetyczną, lecz wiele jej jednostek taksonomicznych (opierających się na diagnostycznych poziomach i materiałach) odpowiada typom gleb definiowanym na podstawie procesów glebotwórczych. Tak rozumiane gleby brunatne zawierają się w rzędzie "Inceptisols", który jednak obejmuje gleby z wietrzeniowym poziomem cambic występujące w różnych strefach klimatyczno-wilgotnościowych. Glebom brunatnym (a także madom brunatnym, rędzinom brunatnym) powstającym w klimacie umiarkowanym ciepłym, wilgotnym w przybliżeniu odpowiadają wielkie grupy (ang. Great Group) Eutrudepts i Dystrudepts. 
W świetle międzynarodowej systematyki gleb FAO/UNESCO, a później WRB gleby brunatne zawierają się w głównej grupie glebowej "Cambisols". Cambisols zawierają wietrzeniowy poziom cambic i odpowiadają glebom brunatnym, ale także madom brunatnym, niektórym rędzinom, brunisolom, glebom cynamonowym i szarocynamonowym.

### Systematyka gleb Polski

#### Ujęcie historyczne
Gleby brunatne były wydzielane w ramach typu w pierwszych trzech wydaniach systematyki gleb Polski. Początkowo dzielono je na trzy podtypy w zależności od odczynu poszczególnych części profilu: gleby brunatne właściwe — zasadowe, obojętne lub lekko kwaśne w całym profilu, gleby brunatne wyługowane — kwaśne w górnej części, lekko kwaśne lub obojętne w dolnej części profilu, gleby brunatne kwaśne — kwaśne lub obojętne w górnej, kwaśne w dolnej części profilu. Na początku lat 70. zaczęto gleby brunatne dzielić na pięć podtypów: dodatkowo wyróżniono gleby brunatne bielicowane (z początkowymi stadiami bielicowania) i gleby szarobrunatne (o miąższym poziomie próchnicznym).
Czwarte wydanie systematyki gleb Polski obowiązujące w latach 1989-2011 wyróżniało już, w ramach rzędu gleb brunatnoziemnych, dwa typy i siedem podtypów:
Rząd IIB. Gleby brunatnoziemne
- Typ IIB1. Gleby brunatne właściwe: a) gleby brunatne typowe: O-A-Bbr-Cca lub Ap-Bbr-Cca, b) gleby szarobrunatne: O-A-ABbr-Bbr-Cca lub Ap-ABbr-Bbr-Cca, c) gleby brunatne oglejone: O-A-Bbrg-Gca lub Ap-Bbrg-Ccag, d) gleby brunatne wyługowane: 0-A-Bbr(t,fe)-Bbr-C-Cca lub Ap-Bbr(t,fe)-Bbr-C-Cca
- Typ IIB2. Gleby brunatne kwaśne: a) gleby brunatne kwaśne typowe: О-A-Bbr-C lub Ap-Bbr-C, b) gleby brunatne kwaśne bielicowane: O-A-AE-Bfe, h, t-Bbr-C, c) gleby brunatne kwaśne oglejone: О-A-Bbrg-Cg lub Ap-Bbrg-Cg

Symbole po nazwie podtypów opisują typowy układ poziomów genetycznych w profilu danego podtypu.

#### Ujęcie współczesne
Piąte wydanie systematyki gleb Polski z 2011 r. gleby brunatne, wraz z innymi glebami posiadającymi diagnostyczny poziom cambic, grupuje w postaci dwóch typów w rzędzie gleb brunatnoziemnych:
Rząd 3. Gleby brunatnoziemne (B)
- Typ 3.1. Gleby brunatne eutroficzne (BE)

Gleby brunatne eutroficzne typowe: O-A-Bw-Ck lub Ap-Bw-Ck; Gleby brunatne eutroficzne próchniczne: O-A-Bw-Ck lub Ap-Bw-Ck; Gleby brunatne eutroficzne wyługowane: O-A-Bw-C lub Ap-Bw-C; Gleby brunatne eutroficzne opadowo-glejowe: O-A-Bwg-C lub Ap-Bwg-C; Gleby brunatne eutroficzne gruntowo-glejowe: O-A-Bwg-Cg lub Ap-Bwg-Cg; Gleby brunatne eutroficzne z cechami vertic: O-A-Bwi-Cki lub Ap-Bwi-Cki
- Typ 3.2. Gleby brunatne dystroficzne (BD)

Gleby brunatne dystroficzne typowe: O-A-Bw-C lub Ap-Bw-C; Gleby brunatne dystroficzne próchniczne: O-A-Bw-C lub Ap-Bw-C; Gleby brunatne dystroficzne z cechami bielicowania: O-A-Bhs-Bw-C lub A-Bhs-Bw-C; Gleby brunatne dystroficzne opadowo-glejowe: O-A-Bwg-C lub Ap-Bwg-C; Gleby brunatne dystroficzne gruntowo-glejowe: O-A-Bwg-Cg lub Ap-Bwg-Cg; Gleby brunatne dystroficzne z cechami vertic: O-A-Bwi-Ci lub Ap-Bwi-Ci
Oprócz gleb brunatnych w rzędzie występują również inne gleby z poziomem cambic: 
- Typ 3.3. Mady brunatne (BF)

Mady brunatne typowe: A-Bw-C lub A-2Bw-3C; Mady brunatne oglejone: A-Bwg-Cg lub A-2Bwg-3Cg
- Typ 3.4. Rędziny brunatne (BR)

Rędziny brunatne typowe: O-A-Bw(ca)-Cca-Rca lub Ap-Bw(ca)-Cca-Rca; Rędziny czerwonoziemne: A-Bw-BC-Cca
Symbole po nazwie podtypów opisują typowy układ poziomów genetycznych w profilu danego podtypu.

#### Gleby brunatne eutroficzne
Powstają ze skał osadowych różnej genezy i o różnym uziarnieniu, najczęściej zawierających węglany. Przez to same gleby zazwyczaj również zawierają węglany (do 100 cm głębokości), nasycenie kompleksu sorpcyjnego kationami o charakterze zasadowym wynosi >60% (na głębokości 25–75 cm lub w warstwie korzenienia się roślin). Naturalną roślinnością porastającą te lasy są wielogatunkowe lasy liściaste lub mieszane. Typowa sekwencja poziomów glebowych: O-A-Bw-Ck lub Ap-Bw-Ck.

#### Gleby brunatne dystroficzne
Powstają ze skał kwaśnych różnej genezy. Nie zawierają węglanów do głębokości 100 cm, nasycenie kompleksu sorpcyjnego kationami o charakterze zasadowym wynosi <60% (na głębokości 25–75 cm). W kompleksie sorpcyjnym dominują jony wodoru i glinu. Naturalnie posiadają typ próchnicy leśnej moder lub modermor. Typowa sekwencja poziomów glebowych: O-A-Bw-C lub Ap-Bw-C.

## Występowanie
Gleby brunatne należą do gleb strefowych klimatu umiarkowanie ciepłego, umiarkowanie wilgotnego (wraz z glebami płowymi, rdzawymi i bielicowymi). Największe obszary ich występowania obejmują Europę zachodnią i środkową, północno-wschodnie stany i północno-zachodnie wybrzeże USA, północno-wschodnie Chiny i północną Japonię, południowe Chile i fragmenty Nowej Zelandii.